# Bruckner Gesamtausgabe
Alte Gesamtausgabe (1930) Anton Bruckner Gesamtausgabe (2016)
La Bruckner Gesamtausgabe (Édition complète de Bruckner) est une édition critique des œuvres d'Anton Bruckner. Publiée par la Musikwissenschaftlicher Verlag Wien à Vienne, elle est constituée de trois éditions successives.
- Alte Gesamtausgabe (1930-1944, rédacteur en chef : Robert Haas)
Cette première édition (Alte Gesamtausgabe,12 volumes édités)[2],[3] incluait des versions « hybrides » pour les Symphonies n° 2 et 8, et d'autres conflations semblables pour d'autres œuvres (Messe en fa mineur) qui avaient fait l'objet d'une révision.
- Neue Gesamtaugabe (1951-1989, rédacteur en chef : Leopold Nowak)
Dans cette édition Nowak et al. ont réédité la première édition, en y corrigeant les quelques erreurs de Haas, et poursuivi l'édition des œuvres sous leurs différentes versions.
En 1990 (rédacteur en chef : Herbert Vogg), William Carragan, Paul Hawkshaw, Benjamin-Gunnar Cohrs et al. ont poursuivi la publication des œuvres, et continué à réviser les travaux de Haas et Nowak[4],[5].
- Anton Bruckner Gesamtausgabe (Comité de rédaction : Paul Hawkshaw, Thomas Leibnitz, Andreas Lindner, Angela Pachovsky, Thomas Röder)
En 2011 il a été décidé de publier une nouvelle édition, qui tiendra compte de l'actuelle édition et y intégrera les sources découvertes dans l'intervalle[6].

## Contenu de la première édition

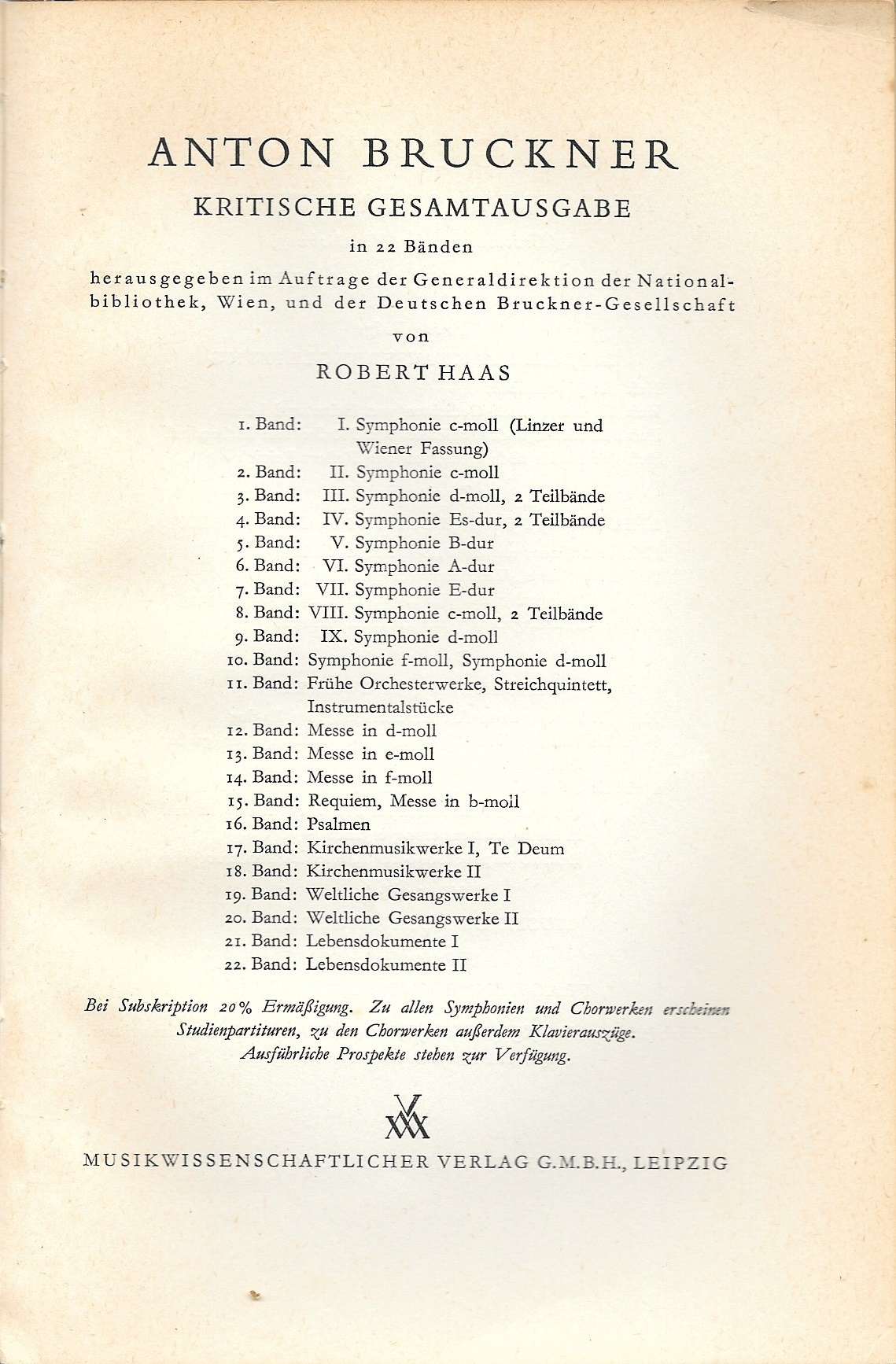
Contenu prévu de la 1re édition

Vingt-deux volumes étaient programmés, dont douze ont été (en partie) édités : 
- Volume 1 : Symphonie no 1, ["version (révisée) de Linz" et "version de Vienne"], édité par Robert Haas, 1935
- Volume 2 : Symphonie no 2 (version hybride), édité par Robert Haas, 1938
- Volume 3 : Symphonie no 3, version 1873, Robert Haas, 1944 - matériel éditorial perdu dans le bombardement de Leipzig
- Volume 4 : Symphonie no 4, 2e version (1878) avec le Finale de 1880 – Volksfest Finale de 1878, édité par Robert Haas, 1936
- Volume 5 : Symphonie no 5, édité par Robert Haas, 1935
- Volume 6 : Symphonie no 6, édité par Robert Haas, 1935
- Volume 7 : Symphonie no 7, édité par Robert Haas, 1944
- Volume 8 : Symphonie no 8 (version hybride), édité par Robert Haas, 1939
- Volume 9 : Symphonie no 9, édité par Alfred Orel, 1934
- Volume 10 : –
- Volume 11 : Quatre pièces pour orchestre, édité par Alfred Orel, 1934
- Volume 12 : –
- Volume 13 : Messe no 2, 2e version, édité par Robert Haas et Leopold Nowak 1940
- Volume 14 : Messe no 3, édité par Robert Haas, 1944
- Volume 15 : Requiem et Missa solemnis, édité par Robert Haas, 1930[2]

## Contenu de la deuxième édition
- Volume I : Symphonie nº 1 en ut mineur
  - I/1 : "Version (révisée) de Linz" (1877), réédition par Leopold Nowak, 1953
    - I/1A : Adagio (fragments, première monture, 1865-1866), Scherzo (première monture, 1865), édité par Wolfgang Grandjean, 1995

  - I/2 : "Version de Vienne" (1890–1891), réédition par Günter Brosche, 1980
- Volume II : Symphonie nº 2 en ut mineur
  - II/1 : 1re version (1872), édité par William Carragan, 2005
  - II/2 : 2e version (1877), réédition par Leopold Nowak, 1965 / édition révisée par William Carragan, 2007
- Volume III : Symphonie nº 3 en ré mineur
  - III/1 : 1re version (1873), édité par Leopold Nowak, 1977 
    - III/1A : Adagio de 1876, édité par Leopold Nowak, 1980

  - III/2 : 2e version (1877), édité par Leopold Nowak, 1981
  - III/3 : 3e version (1889), édité par Leopold Nowak, 1959
- Volume IV : Symphonie nº 4 en mi-bémol majeur
  - IV/1 : 1re version (1874), édité par Leopold Nowak, 1975
  - IV/2 : 2e version (1878) avec le  Finale de 1880, réédition par Leopold Nowak, 1953
    - IV/2F : Finale de 1878, réédition par Leopold Nowak, 1981

  - IV/3 : 3e version (1888), édité par Benjamin Korstvedt, 2004
- Volume V : Symphonie nº 5 en si-bémol majeur (1878), réédition par Leopold Nowak, 1951
- Volume VI : Symphonie nº 6 en la majeur (1881), réédition par Leopold Nowak, 1952
- Volume VII:  Symphonie nº 7 en mi majeur (1883), réédition par Leopold Nowak, 1954
- Volume VIII : Symphonie nº 8 en ut mineur
  - VIII/1 : 1re version (1887), édité par Leopold Nowak, 1972 - nouvelle édition par Paul Hawkshaw, 2017
  - VIII/2 : 2e version (1890), réédition par Leopold Nowak, 1955
- Volume IX : Symphonie nº 9 en ré mineur (1894), réédition par Leopold Nowak, 1951 / édition révisée par Benjamin-Gunnar Cohrs, 2000
  - IX/1 : 1er mouvement
  - IX/2 : Scherzo
    - IX/2-Q : Deux trios rejetés pour le Scherzo, avec violon alto solo (1889/1893)), édité by Benjamin-Gunnar Cohrs, 1998

  - IX/3 : Adagio
  - IX/4 : Fragments du Finale (1895-1896), édité par John A. Phillips, 1994/1999
- Volume X : Symphonie d'études en fa mineur ("Studiensymphonie", 1863), édité par Leopold Nowak, 1973
- Volume XI : Symphonie en ré mineur ("n° 0", 1869), édité par Leopold Nowak, 1958
- Volume XII : Premières œuvres orchestrales et instrumentales
  - XII/1 : Rondo en ut mineur pour quatuor à cordes (1862), édité par Leopold Nowak, 1985
  - XII/2 : Pièces pour piano (1850–1869), édité par Walburga Litschauer, 1988/2000
  - XII/3 : Pièces pour piano à quatre mains (1853–1855), édité par Walburga Litschauer, 1994
  - XII/4 : Quatre pièces pour orchestre (1862), réédition par Hans Jancik und Rüdiger Bornhöft, 1996
  - XII/5 : Ouverture en sol mineur (1863), édité par Hans Jancik und Rüdiger Bornhöft, 1996
  - XII/6 : Pièces pour orgue (1846–1890), édité par Erwin Horn, 2001
    - XII/6A : Quatre pièces in mi-bémol majeur (1836–1837), d'authenticité douteuse

  - XII/7 : Abendklänge pour violon et piano (1866), édité par Walburga Litschauer, 1995
  - XII/8 : Marche militaire en mi-bémol majeur (1865), édité par Rüdiger Bornhöft, 1996
- Volume XIII : Musique de Chambre
  - XIII/1 : Quatuor à cordes en ut mieur (1861–1862), édité par Leopold Nowak, 1955
  - XIII/2 : Quintette à cordes en fa majeur - Intermezzo en ré mineur (1878–1879), édité par Leopold Nowak, 1963 / édition révisée par Gerold G. Gruber, 2007
- Volume XIV : Requiem en ré mineur (1849), réédition par Leopold Nowak, 1966 / édition révisée par Rüdiger Bornhöft, 1998
- Volume XV : Missa solemnis en si-bémol (1854), réédition par Leopold Nowak, 1957
- Volume XVI : Messe no 1 en ré mineur (1864), édité par Leopold Nowak, 1975
- Volume XVII : Messe n° 2 en mi mineur
  - XVII/1 : 1re version (1866), édité par Leopold Nowak, 1977
  - XVII/2 : 2e version (1882), réédition par Leopold Nowak, 1959
- Volume XVIII : Messe n° 3 en fa mineur (1867/1868), réédition par Leopold Nowak, 1960 / édition révisée par Paul Hawkshaw, 2005
- Volume XIX : Te Deum (1884), édité par Leopold Nowak, 1962
- Volume XX : Psaumes et magnificat
  - XX/1 : Psaume 114 (1852), édité par Paul Hawkshaw, 1997
  - XX/2 : Psaume 22 (1852), édité par Paul Hawkshaw, 1997
  - XX/3 : Magnificat (1852), édité par Paul Hawkshaw, 1997
  - XX/4 : Psaume 146 (1856–1858), édité par Paul Hawkshaw, 1996
  - XX/5 : Psaume 112 (1863), édité par Paul Hawkshaw, 1996
  - XX/6 : Psaume 150 (1892), édité par Franz Grasberger, 1964
- Volume XXI : Petites œuvres religieuses (1835–1892), édité par Hans Bauernfeind et Leopold Nowak, 1984/2001
- Volume XXII : Cantates et Œuvres chorales avec orchestre 
  - XXII/1, n° 1-5 : Cantates pour la fête du nom (1845–1855), édité par Franz Burkhart, Rudolf H. Führer et Leopold Nowak, 1987
  - XXII/2, n° 6 : Cantate festive (1862), édité par Franz Burkhart, Rudolf H. Führer et Leopold Nowak, 1987
  - XXII/2, n° 7 : Germanenzug (1864), édité par Franz Burkhart, Rudolf H. Führer et Leopold Nowak, 1987
  - XXII/2, n° 8 : Helgoland (1893), edité par Franz Burkhart, Rudolf H. Führer et Leopold Nowak, 1987
- Volume XXIII : Lieder et Œuvres chorales profanes 
  - XXIII/1 : Lieder (1851–1882), édité par Angela Pachovsky, 1997
  - XXIII/2 : Œuvres chorales profanes (1843–1893), édité par Angela Pachovsky et Anton Reinthaler, 2001
- Volume XXIV : Lettres
  - XXIV/1 : Lettres (1852–1886), édition par Andrea Harrandt et Otto Schneider, 1998/2009
  - XXIV/2 : Lettres (1887–1896), édité par Andrea Harrandt et Otto Schneider, 2003
- Volume XXV : Le Kitzler-Studienbuch (1861–1863), facsimile édité par Paul Hawkshaw et Erich Wolfgang Partsch, 2014[4]

## Nouvelle édition (en cours)
- Volume I/1 : Symphonie nº 1 en ut mineur, version de 1868, version utilisée lors de la première exécution le 9 mai 1868, édité par Thomas Röder, 2016[7]
- Volume IV/1: Symphonie nº 4 en mi bémol majeur, première version, éditée par Benjamin M. Korstvedt, 2021
- Volume IV/2: Symphonie nº 4 en mi bémol majeur, deuxième version, éditée par Benjamin M. Korstvedt, 2019[7]